# 小鹿なお
小鹿 なお（おじか なお、8月9日 - ）は、日本の女性声優。愛知県名古屋市出身。アイムエンタープライズ所属。

## 略歴
子供の頃は目つきが悪く、「にらんでいる」と思われることがあり、引っ込み思案で、頭の中でぐるぐる考えてしまうことも多かったという。
小学生くらいまでは夕方帯のアニメの曲が好きでアニソンを多く聴いていた。なかでも、SCANDALやSPYAIR、ポルノグラフィティ、シドをよく聴いていた。高校生の頃は姉の影響もあり、THE ORAL CIGARETTESやUVERworld、04 Limited Sazabysなどの男性ボーカルのロックバンドが好きになり、カラオケでもそのような曲をずっと歌っていた。
中学生の頃にアニメを見ることに夢中になった。教科書を音読する授業が楽しかったことや、芝居に興味があったこと、学芸会でセリフが多い役に立候補していたこと、「バンドを組んでみたい」「ミュージカルで歌ってみたい」「ナレーションをしたい」という願望があり、それらの夢がすべて叶うのが声優であったことから、自身も声優を目指すようになったという。
日本ナレーション演技研究所名古屋校に3年間通い、年1回の事務所所属審査に合格。2019年4月1日よりアイムエンタープライズに所属。

## 人物
趣味はYouTube鑑賞。特技はダンス。ダンスについては、高校時代にダンス部に所属して頑張っていた。「ライブ活動もある作品では、それが強みになるのではないか」と思い、プロフィールにも書いていたという。方言は名古屋弁。
尊敬する声優は坂本真綾。
資格として普通自動車免許を保有している。
愛称は「バンビちゃん」で、同じアイムエンタープライズ所属の村井美里と初めて会った時に苗字からつけられたものだという。
親交のある声優として事務所の同期である稲垣好、先輩・後輩にあたる薄井友里、川村玲奈のほか、飯田ヒカルの名前を挙げている。

## 出演
太字はメインキャラクター。

### テレビアニメ
2021年
- SSSS.DYNAZENON（女子生徒β）
- うらみちお兄さん（子供）
- 大正オトメ御伽話（女学生、渥美恵太）
- ブルーピリオド（女）

2022年
- CUE!（メイクさん）
- カッコウの許嫁（遊園地客C）
- よふかしのうた（女性生徒）
- 継母の連れ子が元カノだった（女子友A）
- 悪役令嬢なのでラスボスを飼ってみました（リボン）
- 虫かぶり姫（令嬢）
- VAZZROCK THE ANIMATION（撮影スタッフ）
- 4人はそれぞれウソをつく（生徒1）

2023年
- もういっぽん!（里山可奈）
- 異世界でチート能力を手にした俺は、現実世界をも無双する〜レベルアップは人生を変えた〜（優夜〈幼〉）
- 君は放課後インソムニア（女子生徒）
- 僕の心のヤバイやつ（まいまい）
- 山田くんとLv999の恋をする（生徒）
- 七つの魔剣が支配する（新入生女子、エマ）
- ポーション頼みで生き延びます!（ウォリー）

2024年
- 悪役令嬢レベル99 〜私は裏ボスですが魔王ではありません〜（女子生徒）
- 異修羅（メイジ市民、メイジ市兵）
- 転生したらスライムだった件（聖騎士）
- 疑似ハーレム（史郎）
- 【推しの子】（店員）
- 七つの大罪 黙示録の四騎士
- 魔法使いになれなかった女の子の話（ペタンク部部長）
- ぷにるはかわいいスライム（子ども）
- アオのハコ（2024年 - 2025年、部員）
- トリリオンゲーム（2024年 - 2025年、天パ組）
- 忍たま乱太郎（くの一、街道の人々）

2025年
- カードファイト!! ヴァンガード Divinez（女子生徒）
- クレヨンしんちゃん（園児G）
- 沖縄で好きになった子が方言すぎてツラすぎる（アナウンサー、子供、観光客、クラスメイト）
- 魔法つかいプリキュア!!〜MIRAI DAYS〜（魔法学校の生徒）
- Re:ゼロから始める異世界生活 3rd season（花嫁）
- グリザイア:ファントムトリガー（子供）
- アン・シャーリー（ラヴェンダー・ルイス〈幼少期〉）

### OVA
- 転生したらスライムだった件 コリウスの夢（2023年、従者1）

### ゲーム
2021年
- 黒騎士と白の魔王（グラシャラボラス、新島八重）
- ブラウンダスト（リルケ）
- カウンターサイド（スズキ・ナオ）

2022年
- 少女とドラゴン-幻獣契約クリプトラクト-（ベラドンナ）
- DeEternity（探索者）
- けものフレンズ3（カニクイアライグマ）

2023年
- 城姫クエスト（脇本城、池田城）
- Dislyte〜神世代ネオンシティ〜（ゾーラ）

2024年
- 学園アイドルマスター（2024年 - 2025年、月村手毬）
- 勝利の女神:NIKKE（アイン）
- メタファー：リファンタジオ
- 無期迷途（ライズ）
- グランブルーファンタジー（メア）

2025年
- 東方LostWord（東風谷早苗）
- アイドルマスター ツアーズ（月村手毬）

### ラジオ
※はインターネット配信。
- 久住と小鹿（2022年 - 2023年、ニコニコ生放送・YouTube※）[7]
- らじおどっとあい 小鹿なおの小鹿のおじかん！（2024年7月 - 2024年10月、超!A&G+※）[18]

### インターネット配信番組
- 小鹿なおの『小鹿さん！辞令です！』（2024年 - 、ニコニコ生放送）[19]

### デジタルコミック
- 大東京鬼嫁伝（2021年 - 2022年、モノノケ、蛙人） - 2シリーズ[一覧 1]
- 国民的アイドルが弟になったら（2022年、大森涼夏）
- 悪虐聖女ですが、愛する旦那さまのお役に立ちたいです。（とはいえ、嫌われているのですが）（2023年、シャーロット・リア・ラングハイム）
- 殺陣ロール（2023年、男の子）
- ムクテルアオイ（2023年、佐野向[20]）
- デュエル・マスターズGT -Gear of the Twin heartｰ（2025年、ミロク[21]）

### ボイスドラマ
- 私の愛した花の名は（2023年、武堂なつめ[22]）
- 戦国繚乱美少女伝（2025年、馬場信房[23][24]、落ち武者狩りB[25]、脇坂安治[26]、上杉兵A[27]、幕府兵K[28]）

### 舞台
- メイホリックシアター17 朗読劇『白きは沈黙の街で』（2024年11月15日 - 17日、CBGKシブゲキ!!） - 壮 役（小島菜々恵とのダブルキャスト）[29]

## ディスコグラフィ

### キャラクターソング
| 発売日         | 商品名                                                                                               | 歌                                                                     | 楽曲 | 備考                                       |
| -------------- | --- | ---------------------------------------------------------------------- | --- | ------------------------------------------ |
| 2024年5月16日  | 初                                                                                                   | 初星学園                                                               | 「初」 | ゲーム『学園アイドルマスター』関連曲       |
| 2024年6月10日  | Campus mode!!                                                                                        | 初星学園                                                               | 「Campus mode!!」                                                                                            | ゲーム『学園アイドルマスター』関連曲       |
| 2024年8月7日   | 月村手毬 1st Single「Luna say maybe」                                                                | 月村手毬（小鹿なお）                                                   | 「Luna say maybe」 「初」 「Campus mode!!」                                                                  | ゲーム『学園アイドルマスター』関連曲       |
| 2024年8月9日   | がむしゃらに行こう！                                                                                 | 花海咲季（長月あおい）、月村手毬（小鹿なお）、藤田ことね（飯田ヒカル） | 「がむしゃらに行こう！」                                                                                     | ゲーム『学園アイドルマスター』関連曲       |
| 2024年8月14日  | 学園アイドルマスター Season Solo Collection Vol.1「キミとセミブルー」                                | 月村手毬（小鹿なお）                                                   | 「キミとセミブルー」                                                                                         | ゲーム『学園アイドルマスター』関連曲       |
| 2024年8月14日  | 学園アイドルマスター Season Solo Collection Vol.2「冠菊」                                            | 月村手毬（小鹿なお）                                                   | 「冠菊」 | ゲーム『学園アイドルマスター』関連曲       |
| 2024年8月16日  | Howling over the World                                                                               | 花海咲季（長月あおい）、月村手毬（小鹿なお）、藤田ことね（飯田ヒカル） | 「Howling over the World」                                                                                   | ゲーム『学園アイドルマスター』関連曲       |
| 2024年8月24日  | ミラクルナナウ(ﾟ∀ﾟ)！                                                                                | 花海咲季（長月あおい）、月村手毬（小鹿なお）、藤田ことね（飯田ヒカル） | 「ミラクルナナウ(ﾟ∀ﾟ)！」                                                                                    | ゲーム『学園アイドルマスター』関連曲       |
| 2024年9月上旬  | 月村手毬 誕生日記念Single「叶えたい、ことばかり」                                                    | 月村手毬（小鹿なお）                                                   | 「叶えたい、ことばかり」                                                                                     | ゲーム『学園アイドルマスター』関連曲       |
| 2024年10月30日 | 初星学園×アニメイト コラボCD「古今東西ちょちょいのちょい」                                           | 花海咲季（長月あおい）、月村手毬（小鹿なお）、藤田ことね（飯田ヒカル） | 「古今東西ちょちょいのちょい [花海咲季・月村手毬・藤田ことね ver.]」                                         | ゲーム『学園アイドルマスター』関連曲       |
| 2024年10月30日 | 学園アイドルマスター 初星学園×アニメイト コラボCD「古今東西ちょちょいのちょい」【北海道+東北地方盤】 | 姫崎莉波（薄井友里） feat.月村手毬（小鹿なお）                         | 「古今東西ちょちょいのちょい [青森県ver.]」                                                                  | ゲーム『学園アイドルマスター』関連曲       |
| 2024年10月30日 | 学園アイドルマスター 初星学園×アニメイト コラボCD「古今東西ちょちょいのちょい」【北海道+東北地方盤】 | 月村手毬（小鹿なお） feat.姫崎莉波（薄井友里）                         | 「古今東西ちょちょいのちょい [福島県ver.]」                                                                  | ゲーム『学園アイドルマスター』関連曲       |
| 2024年10月30日 | 学園アイドルマスター 初星学園×アニメイト コラボCD「古今東西ちょちょいのちょい」【関東地方盤】        | 倉本千奈（伊藤舞音） feat.月村手毬（小鹿なお）                         | 「古今東西ちょちょいのちょい [群馬県ver.]」                                                                  | ゲーム『学園アイドルマスター』関連曲       |
| 2024年10月30日 | 学園アイドルマスター 初星学園×アニメイト コラボCD「古今東西ちょちょいのちょい」【関東地方盤】        | 月村手毬（小鹿なお） feat.藤田ことね（飯田ヒカル）                     | 「古今東西ちょちょいのちょい [埼玉県ver.]」                                                                  | ゲーム『学園アイドルマスター』関連曲       |
| 2024年10月30日 | 学園アイドルマスター 初星学園×アニメイト コラボCD「古今東西ちょちょいのちょい」【中部地方盤】        | 月村手毬（小鹿なお） feat.葛城リーリヤ（花岩香奈）                     | 「古今東西ちょちょいのちょい [新潟県ver.]」                                                                  | ゲーム『学園アイドルマスター』関連曲       |
| 2024年10月30日 | 学園アイドルマスター 初星学園×アニメイト コラボCD「古今東西ちょちょいのちょい」【中部地方盤】        | 藤田ことね（飯田ヒカル） feat.月村手毬（小鹿なお）                     | 「古今東西ちょちょいのちょい [石川県ver.]」                                                                  | ゲーム『学園アイドルマスター』関連曲       |
| 2024年10月30日 | 学園アイドルマスター 初星学園×アニメイト コラボCD「古今東西ちょちょいのちょい」【中部地方盤】        | 花海咲季（長月あおい）feat.月村手毬（小鹿なお）                        | 「古今東西ちょちょいのちょい [山梨県ver.]」                                                                  | ゲーム『学園アイドルマスター』関連曲       |
| 2024年10月30日 | 学園アイドルマスター 初星学園×アニメイト コラボCD「古今東西ちょちょいのちょい」【中部地方盤】        | 篠澤広（川村玲奈） feat.月村手毬（小鹿なお）                           | 「古今東西ちょちょいのちょい [静岡県ver.]」                                                                  | ゲーム『学園アイドルマスター』関連曲       |
| 2024年10月30日 | 学園アイドルマスター 初星学園×アニメイト コラボCD「古今東西ちょちょいのちょい」【近畿地方盤】        | 藤田ことね（飯田ヒカル） feat.月村手毬（小鹿なお）                     | 「古今東西ちょちょいのちょい [大阪府ver.]」                                                                  | ゲーム『学園アイドルマスター』関連曲       |
| 2024年10月30日 | 学園アイドルマスター 初星学園×アニメイト コラボCD「古今東西ちょちょいのちょい」【近畿地方盤】        | 葛城リーリヤ（花岩香奈） feat.月村手毬（小鹿なお）                     | 「古今東西ちょちょいのちょい [兵庫県ver.]」                                                                  | ゲーム『学園アイドルマスター』関連曲       |
| 2024年10月30日 | 学園アイドルマスター 初星学園×アニメイト コラボCD「古今東西ちょちょいのちょい」【中国+四国地方盤】   | 月村手毬（小鹿なお） feat.紫雲清夏（湊みや）                           | 「古今東西ちょちょいのちょい [島根県ver.]」                                                                  | ゲーム『学園アイドルマスター』関連曲       |
| 2024年10月30日 | 学園アイドルマスター 初星学園×アニメイト コラボCD「古今東西ちょちょいのちょい」【中国+四国地方盤】   | 有村麻央（七瀬つむぎ） feat.月村手毬（小鹿なお）                       | 「古今東西ちょちょいのちょい [山口県ver.]」                                                                  | ゲーム『学園アイドルマスター』関連曲       |
| 2024年10月30日 | 学園アイドルマスター 初星学園×アニメイト コラボCD「古今東西ちょちょいのちょい」【九州+沖縄地方盤】   | 月村手毬（小鹿なお） feat.倉本千奈（伊藤舞音）                         | 「古今東西ちょちょいのちょい [宮崎県ver.]」                                                                  | ゲーム『学園アイドルマスター』関連曲       |
| 2024年11月13日 | 学園アイドルマスター Season Solo Collection Vol.3「仮装狂騒曲」                                      | 月村手毬（小鹿なお）、倉本千奈（伊藤舞音）、篠澤広（川村玲奈）         | 「仮装狂騒曲」                                                                                               | ゲーム『学園アイドルマスター』関連曲       |
| 2024年11月13日 | 学園アイドルマスター Season Solo Collection Vol.3「仮装狂騒曲」                                      | 月村手毬（小鹿なお）                                                   | 「仮装狂騒曲」                                                                                               | ゲーム『学園アイドルマスター』関連曲       |
| 2024年12月11日 | 学園アイドルマスター Season Solo Collection Vol.4「White Night! White Wish!」                        | 月村手毬（小鹿なお）                                                   | 「White Night! White Wish!」                                                                                 | ゲーム『学園アイドルマスター』関連曲       |
| 2024年12月11日 | アイ NEED YOU（FOR WONDERFUL STORY）【学園アイドルマスター盤】                                       | THE IDOLM@STER BRILLIANT STARS                                         | 「アイ NEED YOU（FOR WONDERFUL STORY）」                                                                     | 「アイドルマスターシリーズ」20周年記念楽曲 |
| 2024年12月11日 | アイ NEED YOU（FOR WONDERFUL STORY）【学園アイドルマスター盤】                                       | 初星学園                                                               | 「アイ NEED YOU（FOR WONDERFUL STORY）」                                                                     | 「アイドルマスターシリーズ」20周年記念楽曲 |
| 2024年12月11日 | アイ NEED YOU（FOR WONDERFUL STORY）【学園アイドルマスター盤】                                       | 月村手毬（小鹿なお）                                                   | 「アイ NEED YOU（FOR WONDERFUL STORY）」                                                                     | 「アイドルマスターシリーズ」20周年記念楽曲 |
| 2025年2月14日  | 学園アイドルマスター Season Solo Collection Vol.5「ハッピーミルフィーユ」                            | 月村手毬（小鹿なお）                                                   | 「ハッピーミルフィーユ」                                                                                     | ゲーム『学園アイドルマスター』関連曲       |
| 2025年3月3日   | 学園アイドルマスター Season Solo Collection Vol.6「雪解けに」                                        | 有村麻央（七瀬つむぎ）、月村手毬（小鹿なお）、倉本千奈（伊藤舞音）     | 「雪解けに」                                                                                                 | ゲーム『学園アイドルマスター』関連曲       |
| 2025年3月3日   | 学園アイドルマスター Season Solo Collection Vol.6「雪解けに」                                        | 月村手毬（小鹿なお）                                                   | 「雪解けに」                                                                                                 | ゲーム『学園アイドルマスター』関連曲       |
| 2025年3月12日  | 月村手毬 2nd Single「アイヴイ」                                                                      | 月村手毬（小鹿なお）                                                   | 「アイヴイ」 「Unhappy Light」 「がむしゃらに行こう！」 「Howling over the World」 「ミラクルナナウ(ﾟ∀ﾟ)！」 | ゲーム『学園アイドルマスター』関連曲       |
| 2025年4月9日   | 学園アイドルマスター Season Solo Collection Vol.7「桜フォトグラフ」                                  | 月村手毬（小鹿なお）                                                   | 「桜フォトグラフ」                                                                                           | ゲーム『学園アイドルマスター』関連曲       |
| 2025年5月17日  | 標                                                                                                   | 初星学園                                                               | 「標」 | ゲーム『学園アイドルマスター』関連曲       |
| 2025年7月26日  | ENDLESS DANCE                                                                                        | 花海咲季（長月あおい）、月村手毬（小鹿なお）、藤田ことね（飯田ヒカル） | 「ENDLESS DANCE」                                                                                            | ゲーム『学園アイドルマスター』関連曲       |
| 2025年11月19日 | Re;IRIS 1st Single「雨上がりのアイリス」                                                             | Re;IRIS                                                                | 「雨上がりのアイリス」                                                                                       | ゲーム『学園アイドルマスター』関連曲       |
| 2025年11月19日 | Re;IRIS 1st Single「雨上がりのアイリス」                                                             | 月村手毬（小鹿なお）                                                   | 「雨上がりのアイリス」                                                                                       | ゲーム『学園アイドルマスター』関連曲       |